# Jacki Weaver
Jacqueline Ruth "Jacki" Weaver, född 25 maj 1947 i Sydney, är en australisk skådespelerska, verksam inom teater, film och TV.
Utanför Australien är hon främst känd för sin medverkan i filmen Animal Kingdom, för vilken hon 2011 nominerades till en Oscar för bästa kvinnliga biroll.

## Filmografi i urval
- 1971 – Stork
- 2010 – Animal Kingdom
- 2012 – Du gör mig galen!
- 2013 – Stoker
- 2014 – Magic in the Moonlight
- 2014 – Reclaim
- 2017 – The Disaster Artist
- 2023 – Hello Tomorrow! (TV-serie)
- 2024 – Memoir of a Snail